# محطة مانشستر بيكاديللي
محطة مانشستر بيكاديللي (بالإنجليزية: Manchester Piccadilly station)‏‏ هي محطة قطار في مانشستر ‏ في المملكة المتحدة، تُشغلها قطارات إيست ميدلاند. افتُتحت هذه المحطة في 8 مايو 1842، ويبلغ عدد مسارات أرصفتها 14.